# Dablo
Dablo là một tổng thuộc tỉnh Sanmatenga ở miền trung Burkina Faso. Thủ phủ là thị xã Dablo. Dân số năm 2006 là 21.743 người.

## Các thị xã và làng xã
Bawenné, Daké, Doffi, Dou, Guelkoto, Koupélà, Loada, Perko và Zambila.